# Craichlaw House

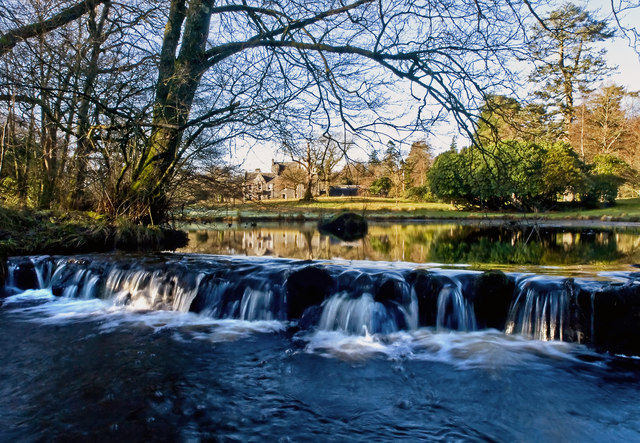
Craichlaw House

Craichlaw House, auch Craighlaw Castle, ist ein Herrenhaus nahe der schottischen Ortschaft Kirkcowan in der Council Area Dumfries and Galloway. 1972 wurde das Bauwerk in die schottischen Denkmallisten in der höchsten Denkmalkategorie A aufgenommen.

## Beschreibung
Keimzelle von Craichlaw House bildet ein Tower House aus dem frühen 16. Jahrhundert. Dieses wurde in ein 1866 fertiggestelltes Herrenhaus integriert. Craichlaw House liegt isoliert abseits der A75 rund zwei Kilometer westlich von Kirkcowan.
Das bis zu 2,3 m mächtige Mauerwerk des dreistöckigen Tower House besteht aus Bruchstein. Die beiden rundbögigen Eingangsportale des Turms stammen aus dem 19. Jahrhundert. Am Westportal wurden jedoch Einfassungen des ursprünglichen Portals wiederverwendet. Auch die Stockwerke oberhalb des ebenerdigen Gewölbes wurden in diesem Zeitraum vollständig neu aufgebaut. An drei Kanten kragen Ecktourellen mit schiefergedeckten Kegeldächern aus. Von der Südostecke ragt hingegen ein quadratischer Turm mit umlaufender Zinnenbewehrung auf. Das Tower House schließt mit einem schiefergedeckten Satteldach mit Staffelgiebel.
Das Herrenhaus ist im Viktorianischen Stil gestaltet. Sein Mauerwerk besteht aus grauem Bruchstein, der entlang der Süd- und Westseiten bossiert ist. Natursteineinfassungen aus poliertem gelben Sandstein sind farblich abgesetzt. Das komplexe Bauwerk schließt mit schiefergedeckten Dächern. Die Giebel sind teils als Staffelgiebel gearbeitet. Giebelständige Kamine sind teils mit Gesimsen verziert.